# Арсеньєва Наталія Олексіївна
Наталія Арсеньєва (біл. Натальля Арсеньнева) (20 вересня 1903, Баку — 25 липня 1997, Рочестер, США) — білоруська поетеса, перекладачка, драматургиня.

## Біографія
Під час Першої світової війни (1914) родина Арсеньєвої жила в евакуації в Ярославлі, де Наталія написала свій перший вірш, російською мовою.
1920 сім'я повернулася до Вільнюса, там Наталія Арсеньєва закінчила білоруську гімназію у Вільнюсі, вступила до університету.
На її поетичні здібності звернув увагу М. Горецький. 1922 Наталія Арсеньєва одружилася з Франциском Кушалем, якого, як офіцера польської армії, направили служити в західний регіон Польщі.
Після вересня 1939 року Наталія жила у Вілейці, працювала в обласній «Селянської газеті».
У квітні 1940 року як дружина полоненого польського офіцера була вислана з синами в Казахстан. У травні 1941 року повернулася з заслання до Мінська, завдяки заступництву між інших Янки Купали. В оккупованому Мінську співпрацювала з «Білоруською газетою». Написала кілька лібрето до опер, займалася перекладами. Втратила сина Ярослава під час підриву в кінотеатрі, організованного партизанами.
1944 емігрувала до Німеччини, активно брала участь у культурній та просвітницькій діяльності в таборах ДП, була викладачем в Білоруської гімназії імені Я. Купали, з 1949 року жила в США.
Працювала в еміграційній білоруській газеті «Biełarus», на радіо «Свобода», в Білоруському інституті науки і мистецтва в Нью-Йорку.
У довоєнні часи її лірика зосереджувалась на інтимних та пейзажних мотивах. Під час війни і в емігрантський період створила ряд текстів громадянської лірики та з історичної білоруської тематики. У 1970-1980-ті роки відійшла від активної участі в політичному житті білоруської еміграції. З середини 1980-х років її твори знову стають відомими і популярними на батьківщині.

## Твори

### Вірші
- Пад сінім небам: Вершы, 1921—1925. Вільня, 1927.
- Жоўтая восень
- Сягоньня: Вершы, 1941—1943. Мн., 1944. (Ныне)
- Між берагамі: Выбар паэзіі, 1920—1970. Нью-Ёрк, Таронта, 1979.
- Яшчэ адна вясна: Выбраныя вершы. Мн., 1996.
- Выбраныя творы. Мн., 2002.

### П'єса
- Сваты (1955)

### Лібрето
- до опер М. Щеглова «Лісове озеро», «Всеслав Чародій» і до його ж оперети «З виразі»

### Лірика до пісень
- «Магутны Божа» та інші.

### Переклади
- Драма Гергарта Гавптмана «Затонулий дзвін» (1948—1954, поставлена в 1943 у Мінську)
- «Євангельський християнський сьпевнік» (Мінськ, 1943)
- Лібрето опер «Весілля Фігаро», «Чарівна сопілка» В. А. Моцарта, «Вільний стрілець» К. М. Вебера, «Кармен» Ж. Бізе, «Циганський барон» Й. Штрауса
- Текст арії «Євгеній Онєгін» П. Чайковського
- Пролог до «Ромео і Джульєтті» В. Шекспіра
- Розділи з «Дзядив», «Пана Тадеуша» А. Міцкевича
- Окремі вірші Й. В. Ґете